# بخش سالت کریک (شهرستان وین، اوهایو)
بخش سالت کریک (به انگلیسی: Salt Creek Township) یک منطقهٔ مسکونی در ایالات متحده آمریکا است که در شهرستان وین، اوهایو واقع شده‌است.
 بخش سالت کریک ۶۱٫۷ کیلومتر مربع مساحت و ۳٬۷۸۳ نفر جمعیت دارد و ۳۵۹ متر بالاتر از سطح دریا واقع شده‌است.